# Copa Juan Pinto Durán 1979
La Copa Juan Pinto Durán de 1979, fue la sexta edición del torneo.
Esta versión del torneo se jugó en las ciudades de Santiago, Chile y en Montevideo, Uruguay, en partidos de ida y vuelta los días 11 y 18 de julio. La selección de Chile obtuvo su segundo trofeo por la regla del gol de visitante, quedando a un título de diferencia de la selección uruguaya, que ya se había adjudicado 3 ediciones.

## Partidos
| 11 de julio de 1979 | Chile                      | 1:0 (1:0) | Uruguay | Estadio Nacional, Santiago de Chile                                  |                                                                      |
|                     | Elías Ricardo Figueroa 32' | Reporte   |         | Asistencia: 17.043 espectadores Árbitro(s): José Luis Martínez Bazán | Asistencia: 17.043 espectadores Árbitro(s): José Luis Martínez Bazán |

| 18 de julio de 1979 | Uruguay                                     | 2:1 (0:0) | Chile            | Estadio Centenario, Montevideo                                        |                                                                       |
|                     | Lorenzo Unanue 46' · Waldemar Victorino 71' | Reporte   | Waldo Quiroz 88' | Asistencia: 30.129 espectadores Árbitro(s): Alberto Martínez González | Asistencia: 30.129 espectadores Árbitro(s): Alberto Martínez González |

## Tabla
| Selección | Pts. | PJ | PG | PE | PP | GF | GC | Dif. |
| --------- | ---- | -- | -- | -- | -- | -- | -- | ---- |
| Chile     | 2    | 2  | 1  | 0  | 1  | 2  | 2  | 0    |
| Uruguay   | 2    | 2  | 1  | 0  | 1  | 2  | 2  | 0    |

| Bandera de Chile         |
| Campeón Chile 2do título |